# Anaclet Kabeya Kalenga
 Anaclet Kabeya Kalenga (né à Mbuji Mayi le 18 septembre 1987 ) est un homme politique de la République démocratique du Congo et député national et député provincial, élu du territoire de Sakania dans la province du Haut-Katanga,,.

## Biographie
Anaclet Kabeya, il est né le 19 septembre 1987 à Mbuji Mayi, originaire du grand kassaï, il est membre du parti politique Union pour la Démocratie et Progrès Social UDPS.